# Algemeen Ziekenhuis Delta
Het Algemeen Ziekenhuis Delta is een ziekenhuis in West-Vlaanderen met vestigingen in Rumbeke, Roeselare, Menen en Torhout. Het fusieziekenhuis ontstond in 2015 na de samensmelting van het Heilig-Hartziekenhuis en het Stedelijk Ziekenhuis uit Roeselare. In 2018 kwam het tot een fusie met het Sint-Rembertziekenhuis uit Torhout. In 2020 werd een nieuwe campus te Rumbeke betrokken en sloten twee vestigingen in Roeselare. Delta telde dat jaar vier campussen met in totaal 1.721 bedden.
Het ziekenhuis had in 2018 3.347 personeelsleden en een omzet van 454 miljoen euro, en een relatief groot eigen vermogen van 31% op het balanstotaal. Na enkele jaren van lage rentabiliteit met winstmarges tussen 0,5 en 1% was het ziekenhuis zowel in 2017 als in 2018 verlieslatend, in 2018 ging het om 1,7% verlies, over de periode 2014-2018 was de rentabiliteit 0%.

## Vestigingen

### Campus Menen
Het Algemeen Ziekenhuis van Menen werd opgericht als het Sint-Jorishospitaal. Het ziekenhuis heeft intussen een geschiedenis van bijna een millennium. Reeds in de 11e eeuw werden in Menen in het Gasthuus van Minheere Sint-Jooris reizigers en passanten verzorgd. De zusters van het gasthuis verzorgden doorheen de eeuwen de patiënten. Het werd in 2001 overgenomen door het Heilig-Hartziekenhuis waarna dit ziekenhuis zijn naam veranderde in Heilig-Hartziekenhuis Roeselare-Menen. Het ziekenhuis heeft 198 bedden en een spoeddienst en blijft ook na de fusie tot AZ Delta het regionale ziekenhuis voor de regio Menen.

### Campus Brugsesteenweg
De campus aan de Brugsesteenweg in Roeselare is de site van het voormalig Stedelijk Ziekenhuis van Roeselare dat tot 2015 zelfstandig werkte.  Er zijn 323 erkende bedden. Op de campus werd in 2019 een nieuwbouw in gebruik genomen. Het blijft een ziekenhuis in het stadscentrum van Roeselare.

### Campus Rembert-Torhout
In Torhout werd het Sint-Rembertziekenhuis in 1947 opgericht. Het nam toen zijn intrede in een nieuwbouw aan de Sint-Rembertstraat. Door die oprichting werd het oude ziekenhuis in Ten Walle opgeheven. Het Sint-Rembertziekenhuis uit Torhout werd pas in 2018 overgenomen door het AZ Delta. Het ziekenhuis heeft 211 bedden en een spoeddienst en blijft het regionale ziekenhuis voor de regio Torhout. De naam Rembert bleef na de fusie in de naam behouden.

### Campus Rumbeke
Het AZ Delta nam in juni 2020 een volledig nieuwe hoofdcampus in Rumbeke in gebruik. Op deze campus zijn 700 verblijfsbedden en 110 bedden daghospitalisatie aanwezig, een nieuw operatiekwartier met 17 operatiezalen, afdeling intensieve zorg een logistiek blok met magazijn, ziekenhuisapotheek, centrale sterilisatieruimte en laboratorium, dienstverlenend voor alle campussen van AZ Delta naast ook een leer- en innovatiecentrum met leslokalen en auditorium. Na de verhuis vanuit de campus Wilgenstraat werd die uit dienst genomen.

## Gesloten

### Campus Wilgenstraat
Deze campus is de oorspronkelijke campus van het Heilig-Hartziekenhuis. Er waren 492 bedden en de campus had een eigen spoeddienst. Het ziekenhuis werd opgericht in de jaren twintig van de 20e eeuw in het zuiden van Roeselare en werd uitgebouwd door de Zusters Missionarissen van het Onbevlekte Hart van Maria. Spilfiguur in de uitbouw van het ziekenhuis was Laura Hoet. De campus sloot in juni 2020.

### Campus Westlaan
De campus aan de Westlaan, niet ver van de Wilgenstraat, had 172 bedden. Deze campus was de site van het vroegere Maria's Rustoord, in 1934 opgericht door de Zusters van Liefde van Heule maar later omgevormd tot ziekenhuis. Het ziekenhuis werd in 1987 al deel van het Heilig-Hartziekenhuis. De campus sloot in juni 2020.